# Штампарија Лукс
Штампарија Лукс је основана 1906. године и трећа је штампарија по реду у Бечеју. Добила је име по свом оснивачу, Михаљу Луксу. Штампарије које су основане у Бечеју пре штампарије Лукс су основали Лајош Леваи и Иванић-Гавански.

## Породица Лукс
Породица Лукс, иначе немачког порекла, доселила се у Бечеј из Кикинде 1906. године. Исте године, млади брачни пар Михаљ и Ана Лукс, отварају штампарију. Без обзира на њихову вредноћу и решеност да штампарији створе име, морали су, нешто због оскудне опреме и због конкуренције друге две штампарије, да се преселе у Жабаљ 1910. године. Године проведене у Жабљу нису биле узалудне: штампарија је постала опремљенија, посао развијенији, а и породица је проширена са три сина: Јаношем, Ференцом и Михаљем. Осећајући да су постали конкурентнији Луксови се враћају 1919. године у Бечеј. У тадашњој Вилзоновој, а садашњој улици Бориса Кидрича, отварају штампарију. Неколико година касније отварају и папирницу и књижару.
Људи оног времена, осим што су неговали породичне и људске врлине, преносили су и занат с оца на сина. То је био случај и са породицом Лукс. Сва три сина, Јаноша, Ференц и Михаљ, прво су добро савладали штампарски занат код свог оца Михаља, а потом су ишли, због усавршавања, у неку другу штампарију. Тако је средњи син Ференц од 1930. до 1935. године боравио у приватној штампарији у Бездану. Интересантно је да је у породици Лукс владао обичај да је мираз, који су невесте Луксових уносила у породицу, улаган у рад штампарије. Тако се штампарија развијала. Убрзо ће „Штампарија Лукс“ почети са штампањем не само позивница и плаката, већ и новина и књига. Своју експанзију штампарије је доживела крајем тридесетих година када су старе машине замењене новим, немачким. Не само у Бечеју, већ и у градовима тадашње Војводине, било је познато име „Штампарија Лукс“.
Поред рада у штампарији, скоро сви чланови породице Лукс су свирал неки инструмент. Најактрактивнији је био Ференц, који је свирао, за војвођанско поднебље редак инструмнет, мандолину. Двадесетих година прошлог века породица Лукс је отворила биоскоп. У биоскопу су приказивани неми филмови, а музичку пратњу, уз помоћ цимбала и виолине, обезбеђивали су чланови породице Лукс.
Крај Другог светског рада неће дочекати ни отац Михаљ (умро 1944. године), а ни син Ференц. Ференц је умро 1945. године у заробљеништву у Темишвару, остављајући за собом жену Јулиану и троје деце. Штампарија је после Другог светског рата национализована, а маише су разнете по целој Југославији. Настарији Михаљев син је умро 1997. године у Немачкој, а најмлађи данас има 86. година и живи у Чикагу.
Данас породичну традицију штампарства наставља Ференцов син, Ференц млађи, са својом породицом, такође графичарима.